# ショーヴィニズム
ショーヴィニズム (英語: chauvinism) は、自身の属している集団が強大で徳が高いとみなし、他の弱く無価値で劣った集団より優っていると信じる、反理性的な思想を指す。パトリオティズム（愛国主義）やナショナリズムの一形態とも言うことができ、自身のネイションの卓越ぶりと名誉を熱狂的に信奉するものである。ショーヴィニズムを奉じる人はショーヴィニスト (英語: chauvinist)とも呼ばれる。
英語において、ショーヴィニズムという言葉は特に「男性ショーヴィニズム」の略として使われることもある。2018年版ウェブスター辞典では、ショーヴィニズムの第一義を「異性の人々に対する超然的な態度」と説明している。

## 由来
この言葉の名称は、あるフランス人兵士ニコラ・ショーヴァンの逸話に由来している。ナポレオン戦争に従軍していた彼は重傷を負い、わずかな傷病年金を受給して暮らした。ナポレオン1世が退位した後、ショーヴァンは復古王政期の風潮に逆らい、ナポレオンのフランス帝政を救世主であるかのように信じ、狂信的なボナパルティズムの信仰を貫いたと言われている。彼の一途で盲目的な、味方に無視され敵に嫌がらせを受けても揺るがなかった信仰ぶりから、ショーヴィニズムという言葉が使われるようになった。
ショーヴィニズムという言葉は元のショーヴァンの行動から生まれた意味がさらに発展し、何らかの、特に自身が所属している集団への狂信的な傾倒や不当な偏愛から、外来者やライバルの集団に対して否定的な先入観や敵意を示したり、圧倒的な反対を受けても自身の考えに固執したりするといった意味を包含するようになった。ショーヴィニズムの持つフランス的な性質は、英語のジンゴイズムにも表れている。ジンゴイズムは、好戦的ナショナリズムというショーヴィニズム本来の意味を持ち合わせている。

## ナショナリズム論
1945年、政治思想家のハンナ・アーレントは、ショーヴィニズムの概念を次のように説明した。
ショーヴィニズムは、「ネイションの使命」という古い発想から直接生じてきたという意味では、ネイション概念のほとんど自然な産物である。（中略）（ある）ネイションの使命とは、何らかの理由でそのネイションの使命を持たず奇跡的に歴史から取り残された他の比較的不幸な民族に、光を与えるもの、と解釈するのが正確であろう。この概念がショーヴィニズムというイデオロギーへと発展せず、国家の領域やナショナリズム的プライドさえも比較的漠然としたものにとどまっている限り、それは取り残された人々の福利に対する責任という高い意識につながることが多かった。

## 男性ショーヴィニズム
男性ショーヴィニズム (英語: male chauvinism)とは、男性が女性よりも優れていると考える思想である。初めてこの言葉が使われたのは、1935年のクリフォード・オデッツの戯曲Till the Day I Dieである。
第二次世界大戦の間、会社における従業員の性別バランスは大きく変化した。戦場へ行った男性に代わり、女性が彼らのポストを担ったからである。戦後、復員して職を探し始めた男性たちは、今や女性が多くの職を占めているのを見て「家族、経済、社会の大部分において女性を支配してきたという自尊心を脅かされた」。その結果、男性ショーヴィニズムが勢いづいたのだとシンシア・B・ロイドは述べている。
ロイドやマイケル・コーダは、職場に戻ってきた男性たちは再び支配的な地位におさまり、対する女性は口述タイピングや受電などを担当する秘書として働くことになったとしている。この分業体制は当然のものとして受け入れられたために、女性は現状の地位や男性優位の構造を覆せないと感じたのだと、コーダやロイドは主張している。

### 原因
ショーヴィニストが抱える思い込みは、TAT心理学性格テストにおけるバイアスとして捉えられることもある。試験を通して、TATは質問に対してショーヴィニズム的な刺激を示す傾向があり、女性にとって「好ましくない臨床評価の可能性」があることを示した。
Sherwyn Woodsは、1976年に男性ショーヴィニズムの原動力とその根底にあるものに関する研究を行っている。
11人の精神分析療法を受けている男性を通して男性ショーヴィニズムを研究した。これは男性が優位であるという固定的な信念や態度を持ち続け、それに伴って、表立ってあるいは隠然と女性を卑下することを指す。ショーヴィニズム的な態度に異議を受けると、不安やその他の症状が生じることが多い。それは自我に基づくものであり、文化的な態度と類似しており、セラピストが同じような偏見や神経症的な葛藤を持っていることが多いため、心理療法ではあまり調査されない。 ショーヴィニズムは、1つないし4つの主要な原因の1つ以上から生じる不安や恥を回避しようとする試みであることがわかった。すなわち，未解決の幼児期の欲求や退行した願望、女性への敵対的な妬み、エディプス的な不安、男性的な自尊心に関連する力と依存の葛藤である。男性ショーヴィニズムの発展には父親よりも母親の方が重要な役割を果たしており、その克服には時に妻の脱力感もかかわっていたことがあった。

アダム・ジュークスは、男性ショーヴィニズムの根源は「男らしさ」そのものにあると論じている。 
世界中のほとんど大多数の人にとって、母親は第一の介護人である。（中略）男子と女子の成長には非対称性がある。幼い男児はいかに男らしくなるかを学ぶが、女児はそうではない。男らしさとは重大事の状態の中にあるのではなく、重大事そのものなのだ。私はミソジニーが生得的なものだとは思わないが、それが男らしさの発達ゆえに逃れえないものではあると考えている。

## 女性ショーヴィニズム
女性ショーヴィニズム (英語: Female chauvinism) は、女性が男性より道徳的に優れていると考える思想であり、フェミニズムの一形態と考えられている。
同時にこの概念は、フェミニズムの一部の形態や側面に対する批判から生まれたものでもある。著名な例として、第二波フェミニズムの運動家ベティ・フリーダンが挙げられる。なおアリエル・レヴィは著書『男性優越主義のメス豚』（原題: Female Chauvinist Pigs）で似た言葉を、ただし逆の感覚で用いている。レヴィは、アメリカを中心に多くの若い女性が男性ショーヴィニズムや古いミソジニストのステレオタイプを内面化してしまっている、と批判したのである。
カレン・サマンソンによれば、今日の心理学における女性ショーヴィニストたちは「男性が情緒的に望まれる段階まで成長発達できず、心からコミュニケーションをとることができず、自分の女性パートナーに共感しそれを立てることができない」と信じているとし、この男性評は、彼らを「感情的ビンボー」と呼ぶのと同じだと述べている。